# Renegade (film)
Pour plus de détails, voir Fiche technique et Distribution.
Renegade (titre original : Renegade - Un osso troppo duro) est un film italien réalisé par Enzo Barboni (sous le pseudonyme d'E. B. Clucher), sorti en 1987.

## Synopsis
Luke Matton n'est rien d'autre qu'un cowboy ne possédant qu'une paire de bottes et un cheval burlesque dénommé « Joe brown. » Son ami Moose - alors en prison - lui demande de veiller sur son fils Matt et sur la maison qu'il a gagnée au poker. Matt et Luke se rendent jusqu'en Arizona. Mais les éléments se déchaînent : un camion fou les suit,
un hélicoptère les poursuit, même le shérif de la ville ne tient pas à les aider. En effet, une bande de requins de l'immobilier tente de s'emparer de leurs terres par n'importe quel moyens...

Dans sa réédition, le film dispose d'une fin différente à celle initialement diffusée à la TV. En effet, il s'agit d'une scène déplacée de la 25ème minute visant à faire un running gag de fin. En effet, certaines séquences du film ont été rajoutées, enlevées ou déplacées dans la nouvelle version.

## Fiche technique
- Titre original : Renegade - Un osso troppo duro
- Réalisateur :Enzo Barboni (sous le pseudonyme d'E. B. Clucher)
- Scénariste : Marco Barboni
- Directeur de la photographie : Alfio Contini
- Producteur : Lucio Bompani
- Durée : 90 minutes
- Genre : Comédie
- Année de production : 1987
- Sortie :
  - Italie : 27 novembre 1987
  - France : 16 décembre 1987

## Distribution
- Terence Hill (VF : Pierre Laurent) : Luke Matton / Renegade
- Ross Hill (VF : Daniel Lafourcade) : Matt
- Norman Bowler : Moose
- Robert Vaughn : Lawson

## Musiques
- Call Me the Breeze (de JJ Cale) : Lynyrd Skynyrd
- Simple man : Lynyrd Skynyrd
- Let me be the one : Nicolette Larson
- No reason to love : Giorgia
- Rebelle in the rain : Giorgia